# زمین‌سنج استریگاتا
زمین سنج استریگاتا (نام علمی: Zythos strigata) نام یک گونه از تیره زمین‌سنجان است. این‌گونه در مالزی، بورنئو، جاوه، بالی، و فیلیپین پراکنش دارد و یافت می‌شود.